# جهلم (رود)

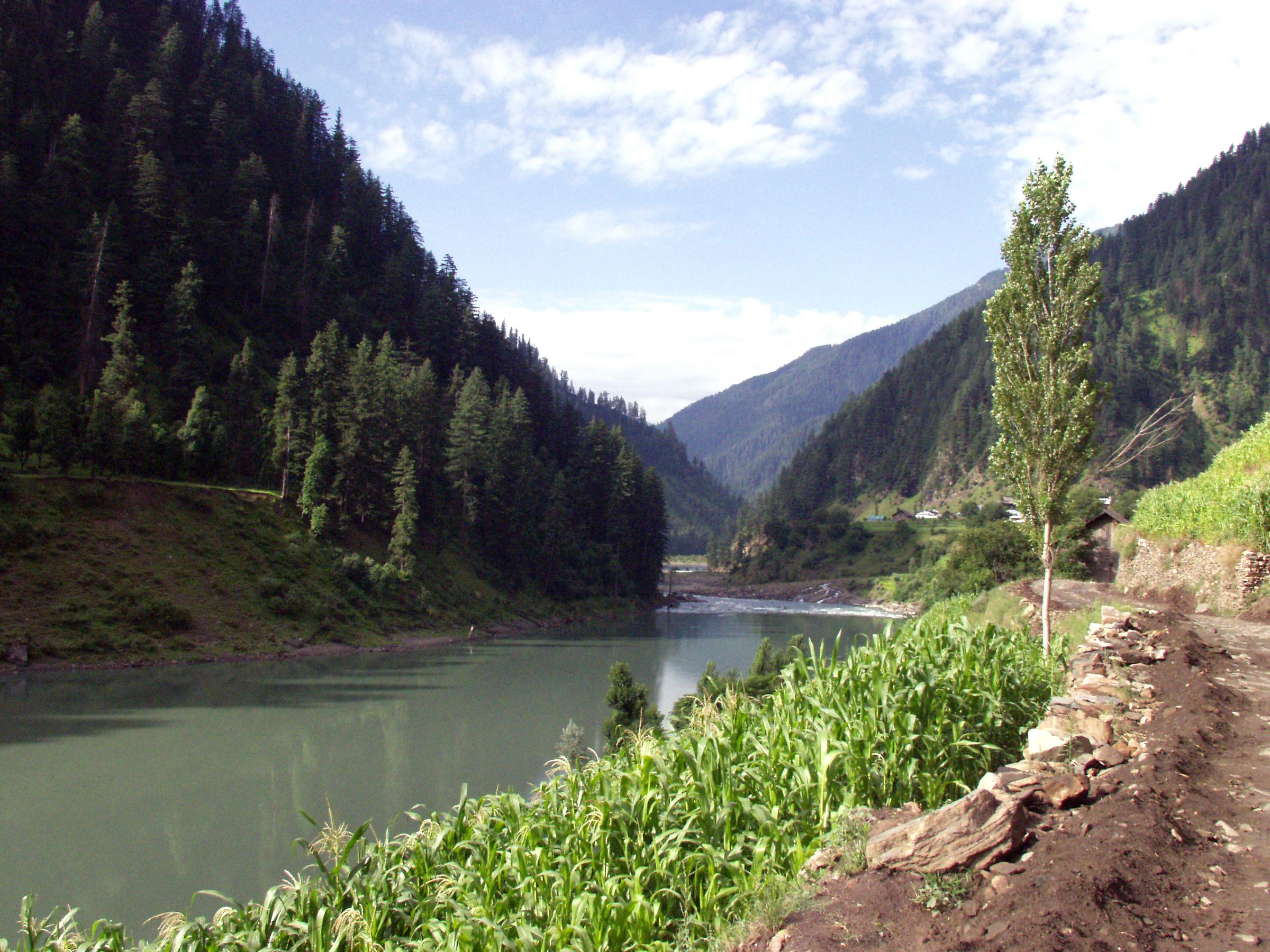
رودخانهٔ جهلم در تابستان

رود جِهْلُم (پنجابی و شاه‌مکهی: دریاۓ جهلم، گورمکهی: ਜੇਹਲਮ) یکی از شاخه‌های رود سند است که در هند و پاکستان جریان دارد.
جهلم بزرگ‌ترین و غربی‌ترین رود از پنج رود تشکیل‌دهنده پنجاب است. درازای رود جهلم در حدود ۷۷۲ کیلومتر است.
بخش اعظم منطقهٔ پنجاب با پنج رود جهلم، چناب، راوی، بیاس و ستلج آبیاری می‌شود.
بر پایهٔ پیمان ۱۳۳۹خ./۱۹۶۰م. آب رودخانه‌های سند، جهلم و چناب به پاکستان اختصاص یافته‌است.
سه رودخانه مهم سند، پنجاب و جهلم که نقش حیاتی در کشاورزی پاکستان دارند، از جامو و کشمیر هند، سرچشمه می‌گیرند.